# My darling Helena (nummer)
My darling Helena is een nummer van de Nederlandse band The Walkers. Het verscheen op My darling Helena uit 1971, dat werd uitgebracht als de opvolger van There's No More Corn on the Brasos en de tweede Engelstalige single van de groep was.

## Achtergrond
"My daling Helena" is van componist Manos Hadjidakis  die het schreef in de jaren 1960 en werd uitgebracht als "I Kyra". Tijdens een meeting in de Telstar-studio werd het origineel geïntroduceerd en alle leden waren het er over eens dat het erg commercieel was. De karakteristieke bouzouki werd door René Innemee gespeeld.
Het idee kwam tot stand door een ingeving van producer Fred Limpens. 
Die refereerde aan de grootsheid van Griekenland en de daaraan verbonden mythologie. De naam Helena was een verwijzing naar Helena van Troje. Zo ontstond de openingszin van Ohh my daling Helena. Het zou de tweede opeenvolgende hit zijn van de Walkers. De single bereikte op 3 juli 1971 een vierde plaats als hoogste notering in de Nederlandse Top 40 en stond tien weken in de lijst.